# Hợp đồng A
Theo luật hợp đồng của Canada, Hợp đồng A là một khái niệm gần đây đã được áp dụng bởi các tòa án về việc xử lý công bằng và bình đẳng của các nhà thầu trong một quá trình đấu thầu hợp đồng. Về cơ bản khái niệm này chính thức hóa các tiền lệ được áp dụng trước đó và tăng cường bảo vệ dành cho những người nộp hồ sơ dự thầu trong quá trình đấu thầu. Khái niệm này được giới thiệu vào năm 1981 bởi Tòa án tối cao Canada, trong R. v. Ron Engineering and Construction (Eastern) Ltd. Tòa án nhận thấy rằng "nghĩa vụ công bằng" đã được tất cả các chủ thầu yêu cầu trong một quá trình đấu thầu.
Hợp đồng A được hình thành khi "đề nghị mời thầu" được phản hồi dưới dạng giá thầu hợp lệ, đôi khi còn được gọi là gửi giá. Khi nhiều Hợp đồng A được hình thành giữa chủ sở hữu (người, công ty hoặc tổ chức đấu thầu dự án) và các nhà thầu khi giá thầu của họ được nhận. Chủ sở hữu bây giờ phải đối xửcông bằng và bình đẳng với tất cả các nhà thầu, và không được hiển thị bất kỳ thiên vị hoặc định kiến nào đối với bất kỳ nhà thầu nào. Về bản chất, khái niệm này tóm tắt ở bên phải của một cá nhân để có cơ hội bình đẳng để thành công với giá thầu của họ cho công việc.
Vi phạm Hợp đồng A có thể xảy ra nếu chủ sở hữu (hoặc nhân viên hoặc đại diện của chủ sở hữu, xem trách nhiệm gián tiếp), cung cấp thông tin, thay đổi đặc điểm kỹ thuật trong quá trình đấu thầu không công bằng cho nhà thầu cụ thể, tham gia vào các cuộc đàm phán đã chốt với nhà thầu riêng lẻ trong nỗ lực để có được điều kiện hợp đồng mong muốn hơn, vv Tình huống phổ biến nhất mà chủ sở hữu bị cáo buộc vi phạm Hợp đồng A xảy ra khi nhà thầu được chọn không phải là người đặt giá thầu thấp nhất. Điều này trái với việc thiết lập tùy chỉnh và thực hành, mà thường sẽ ra lệnh rằng giá thầu thấp nhất được trao hợp đồng, nhưng thường không phải là một nguồn vi phạm nếu được xử lý đúng cách. Các vụ kiện vi phạm thành công thường xảy ra nếu nhà thầu thấp nhất bị loại trừ theo quy định không được nêu rõ trong hồ sơ mời thầu (như ưu đãi cho nhà thầu địa phương) hoặc khi Điều khoản Đặc quyền được chủ sở hữu loại trừ nguyên tắc tùy chỉnh và thực hành được tòa án đánh giá quá rộng để có ý nghĩa.